# 港南緑水公園
港南緑水公園（こうなんりょくすいこうえん）は、東京都港区港南四丁目にある港区立公園。面積20,206 m2。
公園敷地東側は京浜運河、南側はワールドシティタワーズ公開空地と接続しており、西側は首都高速1号線、東京モノレール、東京都道316号日本橋芝浦大森線と接する。
港区民参画により設計案をつくり、「水辺空間、自然とのふれあいの場の創出」「子どもから高齢者までが遊び、集う公園」「防災機能の拡充」などの整備方針を定め、7億8000万円の整備費を投じて2012年4月に全面開園した。
公園の一部は陸上自衛隊芝浦分屯地の跡地となっており、国有地の無償貸付を受けている。
港区港南緑水公園ボードウォークで、2011年度グッドデザイン賞受賞。

## 施設
園内には、梅、オリーブ、桜、椿、藤、紅葉、紫陽花など豊富な植物が植樹されているほか、噴水や自然観察池などの水や生きものと触れ合える自然観察池、ドッグランも整備されている。
また、災害対策としてマンホールトイレ、かまどベンチ、テントを張って雨風を防ぎ、着替えや救護に使える「日除け棚」、避難想定人数6,750人の3日分の生活用水を貯水する利水槽などの施設がある。
敷地内の一部に、東京モノレール品川変電所がある。これは、公園整備に当たり、道路からの見通しや出入口の確保など利用者の利便性を向上させてよりよい公園にするために、変電所を高架下から公園敷地内に移転したためである。
2017年6月に都市公園法の改正で都市公園内の保育所の占有が可能になり、港南エリアにおける待機児童問題の緩和を目指して、2019年4月に公園内の南側にゆらりん港南緑水保育園が完成した。

## イベント
四季を通じて、ガーデニング教室やペットのしつけ教室、アジリティ教室など多彩なイベントが行なわれている。また、高輪消防署の総合防災訓練実施時には、訓練のメイン会場となる。10月には隣接するワールドシティタワーズの秋祭りが開催される。

## 参考画像

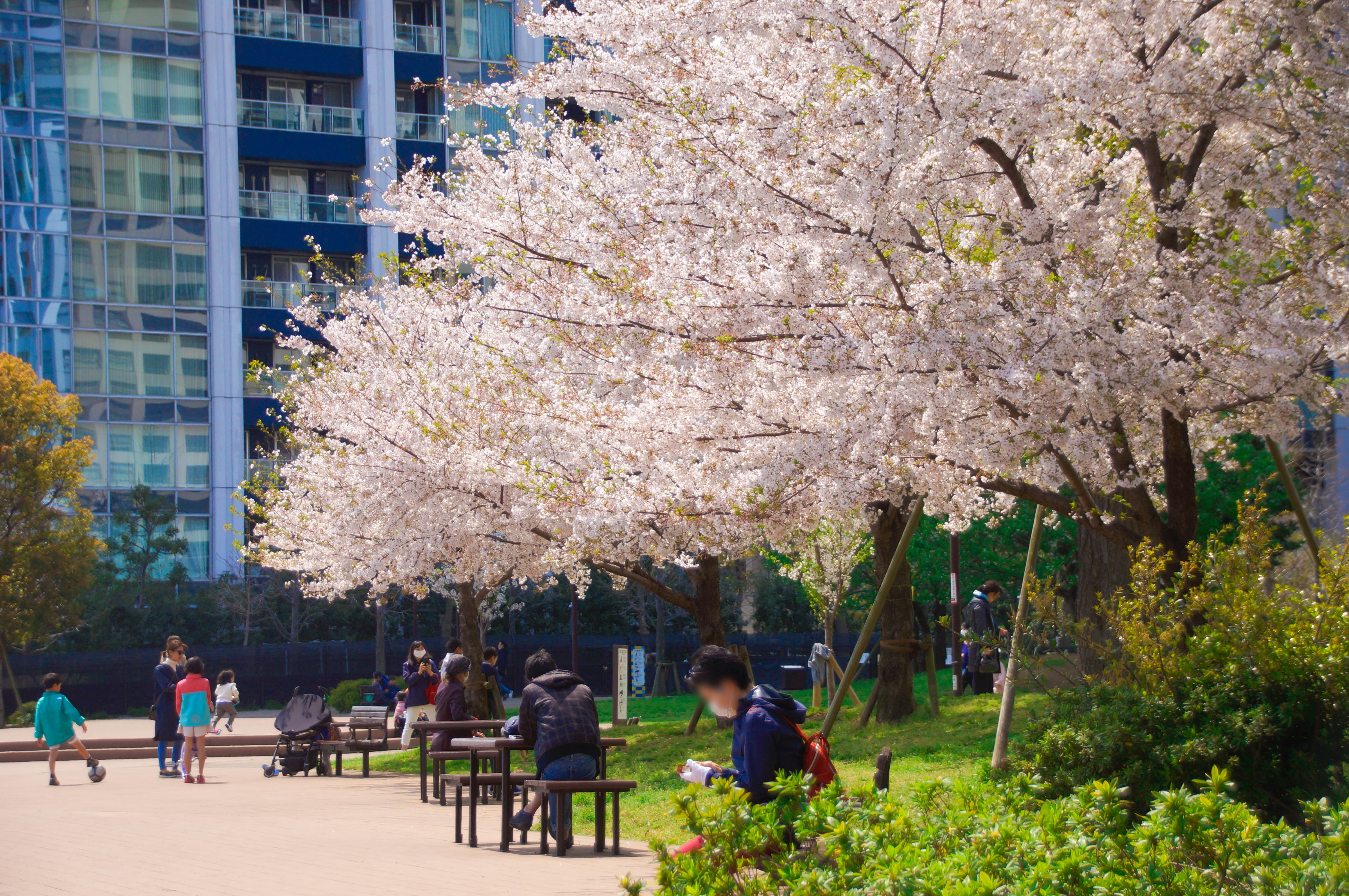
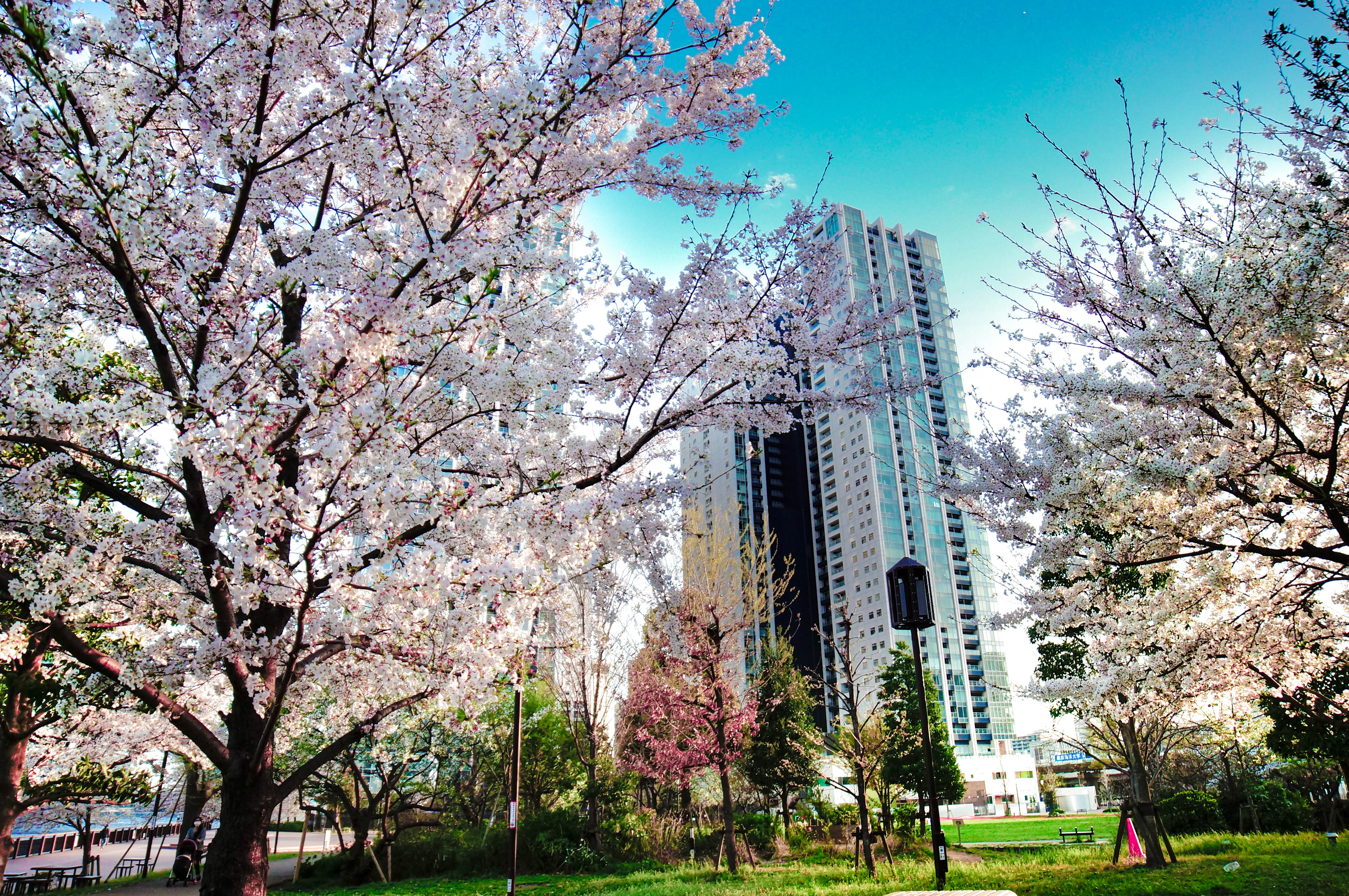
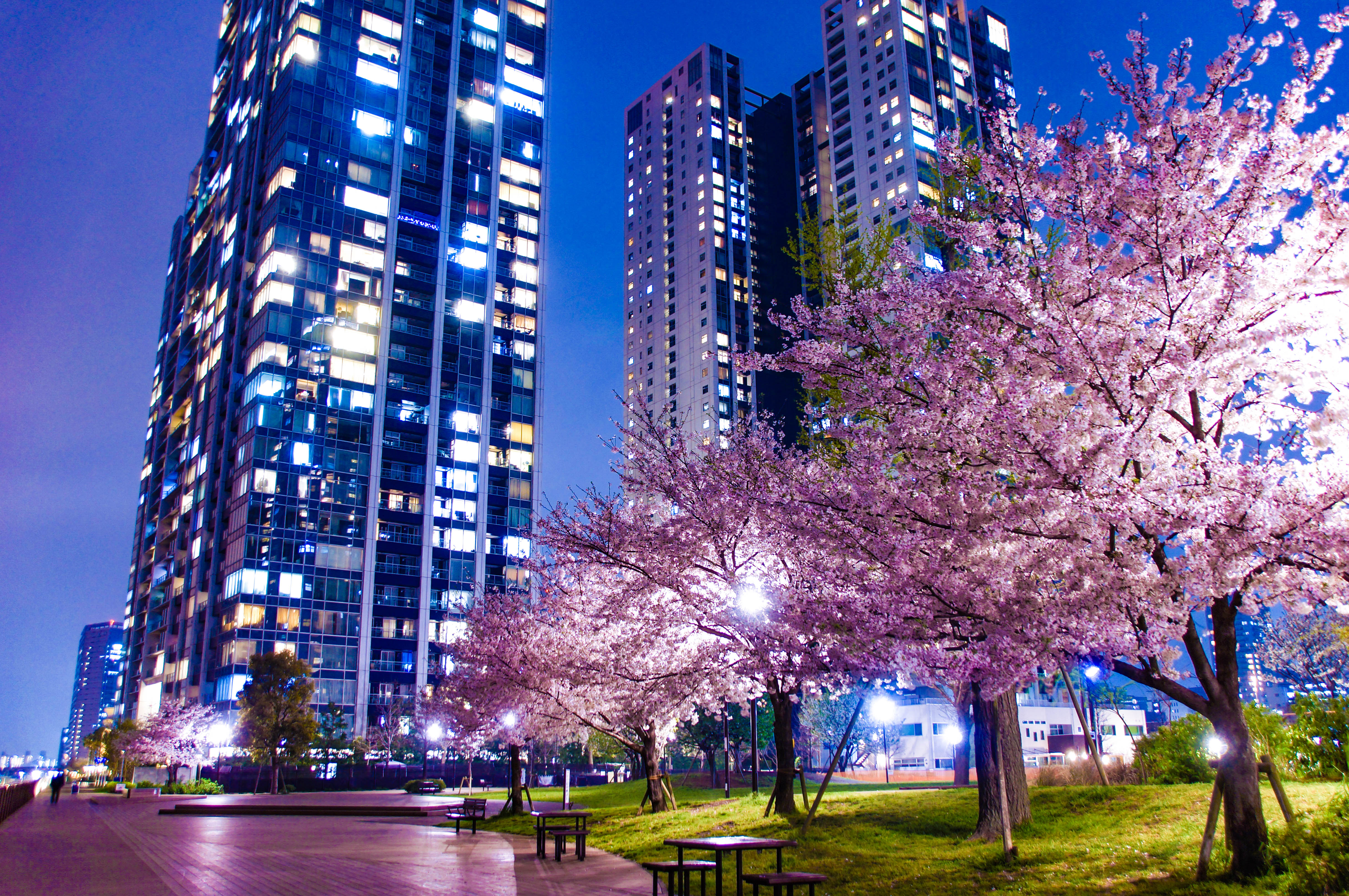

## アクセス
- 東京モノレール羽田線天王洲アイル駅下車、徒歩6分
- ＪＲ山手線、東海道線、京浜急行電鉄品川駅下車、港南口から徒歩15分
- 品川駅から都営バス品96乙、港南小学校前下車すぐ